# Exército Real Iugoslavo
O Exército Iugoslavo (Servo-croata: Jugoslovenska vojska, JV, Југословенска војска, ЈВ), comumente o Exército Real Iugoslavo, era o ramo do serviço militar de guerra terrestre do Reino da Iugoslávia (originalmente Reino dos Sérvios, Croatas e Eslovenos). Existiu desde a formação do Reino em dezembro de 1918, até a sua rendição às potências do Eixo em 17 de abril de 1941. Além dos combates ao longo da fronteira austríaca em 1919 e 1920, relacionados com disputas territoriais, e de algumas escaramuças fronteiriças nas suas fronteiras meridionais na década de 1920, o JV não se envolveu em combates até Abril de 1941, quando foi rapidamente superada pela invasão liderada pelos alemães a Iugoslávia.
Pouco antes da invasão da Iugoslávia pelo Eixo, oficiais sérvios do Estado-Maior Iugoslavo, encorajados pela SOE britânica em Belgrado, lideraram um golpe militar contra o Príncipe Paulo e o governo de Dragiša Cvetković por aderirem ao Pacto Tripartite. Além dos problemas de equipamento inadequado e mobilização incompleta, o Exército Real Iugoslavo sofreu gravemente com o cisma servo-croata na política iugoslava. A resistência “iugoslava” à invasão ruiu durante a noite. A principal razão foi que uma grande parte da população não-sérvia, em particular os croatas, não estava disposta a oferecer resistência.  Na sua pior expressão, as defesas da Jugoslávia ficaram gravemente comprometidas em 10 de Abril de 1941, quando algumas das unidades do 4.º e 7.º Exércitos tripulados por croatas se amotinaram, e um governo croata recém-formado saudou a entrada dos alemães em Zagreb no mesmo dia. 
Durante a ocupação da Iugoslávia, os Chetniks de Draža Mihailović foram chamados de "Exército Real Iugoslavo na Pátria". O Exército Real Iugoslavo foi formalmente dissolvido em 7 de março de 1945, quando o governo iugoslavo no exílio nomeado pelo rei Pedro II foi abolido.

## Antecedentes
O Exército Austro-Húngaro saiu da Primeira Guerra Mundial depois que o Armistício de Villa Giusti foi atingido com o Reino da Itália em 3 de novembro de 1918. Um Conselho Nacional de Eslovenos, Croatas e Sérvios havia sido formado em Zagreb no mês anterior com o objetivo de representar os reinos da Croácia-Eslavônia e Dalmácia, o Condomínio da Bósnia e Herzegovina, e as áreas povoadas por eslavos da Carníola e Estíria. Em 1 de novembro de 1918, o Conselho Nacional criou o Departamento de Defesa Nacional, que colocou todas as unidades austro-húngaras no seu território sob o comando de um novo Exército Nacional de Eslovenos, Croatas e Sérvios.  Todas as unidades afetadas do Exército Comum, do Landwehr Imperial-Real e da Guarda Nacional Real Croata ficaram sob esse comando unificado.  Imediatamente após o Armistício de Villa Giusti, a Itália começou a ocupar partes do Reino da Dalmácia que lhe haviam sido prometidas pelo Tratado secreto de Londres. 
Em 1 de dezembro de 1918 foi declarada a unificação do Estado dos Eslovenos, Croatas e Sérvios com o Reino da Sérvia, formando o Reino dos Sérvios, Croatas e Eslovenos. O Reino de Montenegro já havia se unido à Sérvia cinco dias antes.  Esta declaração e a acção firme dos grupos armados impediram quaisquer novas invasões por parte da Itália.  O Conselho Nacional organizou posteriormente uma celebração em Zagreb no dia 5 de Dezembro com um Te Deum na Catedral de Zagreb. Membros do 25º Regimento de Infantaria da Guarda Interna Croata e da 53ª Divisão de Infantaria realizaram um protesto ao mesmo tempo na vizinha Praça Ban Jelačić.  O protesto foi reprimido pela polícia com 15 mortos e 17 feridos. Ambas as unidades foram posteriormente desmobilizadas e dissolvidas. 

## Formação até 1926
No final de 1918, uma missão do Exército Sérvio liderada pelo Coronel Dušan Simović, Milan Pribićević e Milisav Antonijević chegou a Zagreb para liderar a reorganização do Exército Sérvio e do Exército Nacional de Eslovenos, Croatas e Sérvios num único novo Exército de o Reino dos Sérvios, Croatas e Eslovenos (RSCE).  As negociações de reorganização foram lideradas por Pribičević de um lado e Mate Drinković e Slavko Kvaternik do outro. Eles concordaram que haveria um novo exército para o novo estado, composto por seis regimentos. Dois deles estariam baseados na Croácia e um nas Terras Eslovenas (especificamente em Ljubljana), comandados por oficiais croatas e eslovenos respectivamente. O acordo foi ignorado pelas autoridades militares sérvias. Após o protesto de dezembro de 1918 em Zagreb, a Guarda Nacional Real Croata existente foi dissolvida. As unidades existentes das antigas forças armadas austro-húngaras baseadas na Eslovênia foram gradualmente dissolvidas ao longo de 1919, quando o novo exército foi estabelecido, liderado por generais sérvios com a língua sérvia como língua oficial.  Além do nome do exército e do emblema usado no boné, praticamente todo o resto foi retido do exército sérvio, incluindo uniformes, patentes, medalhas e regulamentos. Os símbolos do Exército Sérvio foram usados pela força durante uma parte substancial de 1919.  Embora os oficiais do Exército sérvio tenham sido automaticamente transferidos para o Exército do RSCE, os ex-oficiais da Guarda Nacional Austro-Húngara e Croata solicitaram a aceitação na força.  Os oficiais não sérvios aceites no serviço eram frequentemente discriminados. 

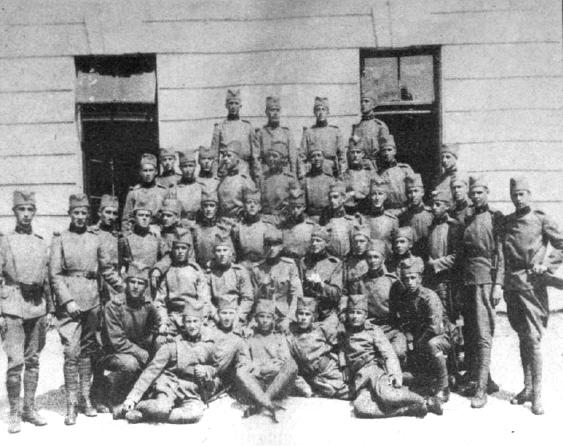
Soldados iugoslavos em 1925

O Exército Sérvio contava com 145.225 soldados no final da guerra e absorveu cerca de 15.000 ex-oficiais e voluntários austro-húngaros organizados pelo Conselho Nacional.  Em 1º de janeiro de 1919, um total de 134 ex-oficiais austro-húngaros de alto escalão haviam sido aposentados ou dispensados de suas funções.  Do final de 1918 até 10 de Setembro de 1919, o novo exército esteve envolvido num acirrado confronto militar com formações irregulares pró-austríacas na região da Caríntia, na fronteira norte do novo RSCE. A certa altura, as tropas do RSCE ocuparam brevemente Klagenfurt. Após um plebiscito em outubro de 1920, a fronteira com a Áustria foi fixada e as tensões diminuíram.  Para lidar com estas preocupações de segurança, foi realizada uma grande mobilização de 1918 a 1919, atingindo um pico de 450.000 soldados em Julho de 1919, embora a desmobilização tenha ocorrido rapidamente. 
No início de 1921, a organização do exército havia se estabelecido em uma divisão de cavalaria de quatro regimentos, 16 divisões de infantaria, cada uma consistindo de três regimentos de infantaria e um regimento de artilharia, e tropas adicionais de nível militar. As 16 divisões de infantaria foram agrupadas em quatro áreas militares numeradas, com quartéis-generais em Novi Sad (1.º Exército), Sarajevo (2.º Exército), Skoplje (3.º Exército), e Zagreb (4.º Exército). Mais tarde, em 1921, uma segunda divisão de cavalaria foi formada usando os quatro regimentos de cavalaria de nível militar.  A alocação de artilharia era de um regimento de artilharia pesada e um regimento de obuseiros no nível do exército, e um regimento de artilharia de campanha no nível da divisão de infantaria.  O exército baseava-se no recrutamento e convocações anuais eram usadas para manter a força do exército em tempos de paz em 140.000.  Dos quatro exércitos, dois estavam equipados com rifles de padrão francês e os outros dois usavam modelo austríaco.  No início da década de 1920, o exército respondeu a várias crises externas, incluindo a tentativa de regresso do rei Carlos IV à vizinha Hungria, distúrbios ao longo da fronteira com a Albânia,  e incursões da Bulgária.  Apesar dos elevados padrões de disciplina e formação individual, o exército não foi capaz de conduzir uma mobilização em grande escala devido a ameaças em todas as fronteiras, falta de fundos, infraestruturas ferroviárias precárias, falta de oficiais devidamente treinados e qualificados, e escassez de armas, munições, vestuário e equipamento. 
Em 1922, a alocação de artilharia dentro do exército foi reforçada utilizando material capturado na Primeira Guerra Mundial. O resultado foi que a artilharia de nível do exército foi despojada de seus regimentos de obuseiros, que foram usados para aumentar os regimentos de artilharia de campanha de nível de divisão para a força de brigada em oito das 16 divisões de infantaria.  No mesmo ano, o efetivo do exército em tempos de paz foi reduzido para 100.000, e o Ministério da Guerra foi reduzido com a entrega das tropas de fronteira ao Ministro das Finanças e a transferência da gendarmaria para o Ministério do Interior.  Desde os primeiros dias do exército, um grupo de oficiais conhecido como Mão Branca esteve ativamente envolvido na política.  Em 1923, a responsabilidade pelo serviço no exército foi alterada para que todos os cidadãos estivessem sujeitos ao serviço dos 21 aos 50 anos de idade, no exército activo dos 21 aos 40 anos de idade e no exército de reserva dos 40 aos 50 anos de idade. idade.  O serviço no exército permanente foi fixado em um ano e meio, e três patentes gerais foram introduzidas em vez da patente única anterior. Um ano após a sua dissolução, os distúrbios fronteiriços tornaram necessária a reconstituição de um contingente menor de tropas de fronteira na área do 3º Exército. Um total de 32 companhias foram, portanto, criadas e estacionadas ao longo das fronteiras com a Albânia, Bulgária e Grécia. Em 1923, os únicos generais não sérvios do exército se aposentaram, e o número de generais no exército aumentou de 26 para mais de 100 com a promoção de coronéis para as patentes gerais inferiores de brigadni đeneral (brigadeiro-general) e divizijski đeneral (divisão geral).  Em 1924, a força de artilharia das oito divisões de infantaria restantes foi elevada à força de brigada. 
Em 1925, foi formada uma divisão de Guardas, composta por dois regimentos de cavalaria e um regimento de infantaria e um de artilharia. Foi comandado por Petar Živković, um dos fundadores da Mão Branca.  A primeira aquisição significativa de aeronaves militares foi feita no mesmo ano, com 150 bombardeiros leves Breguet 19 e biplanos de reconhecimento aéreo adquiridos da França sob os termos de um empréstimo. Extensões também foram feitas ao arsenal em Kragujevac em 1925,  mas as deficiências anteriores no exército continuaram a atormentar a força, com o resultado de que, apesar de seu tamanho, não se poderia esperar que o exército enfrentasse um exército menor e mais moderno. força por qualquer tempo significativo.  Em 1926, foi criado o 5º Exército,  utilizando duas divisões do 1º Exército e uma do 4º Exército. No mesmo ano, mais 13 companhias de tropas de fronteira foram recrutadas para implantação ao longo das fronteiras húngara e italiana,  e 12 hidroaviões Dornier também foram adquiridos. 

## 1927–1932

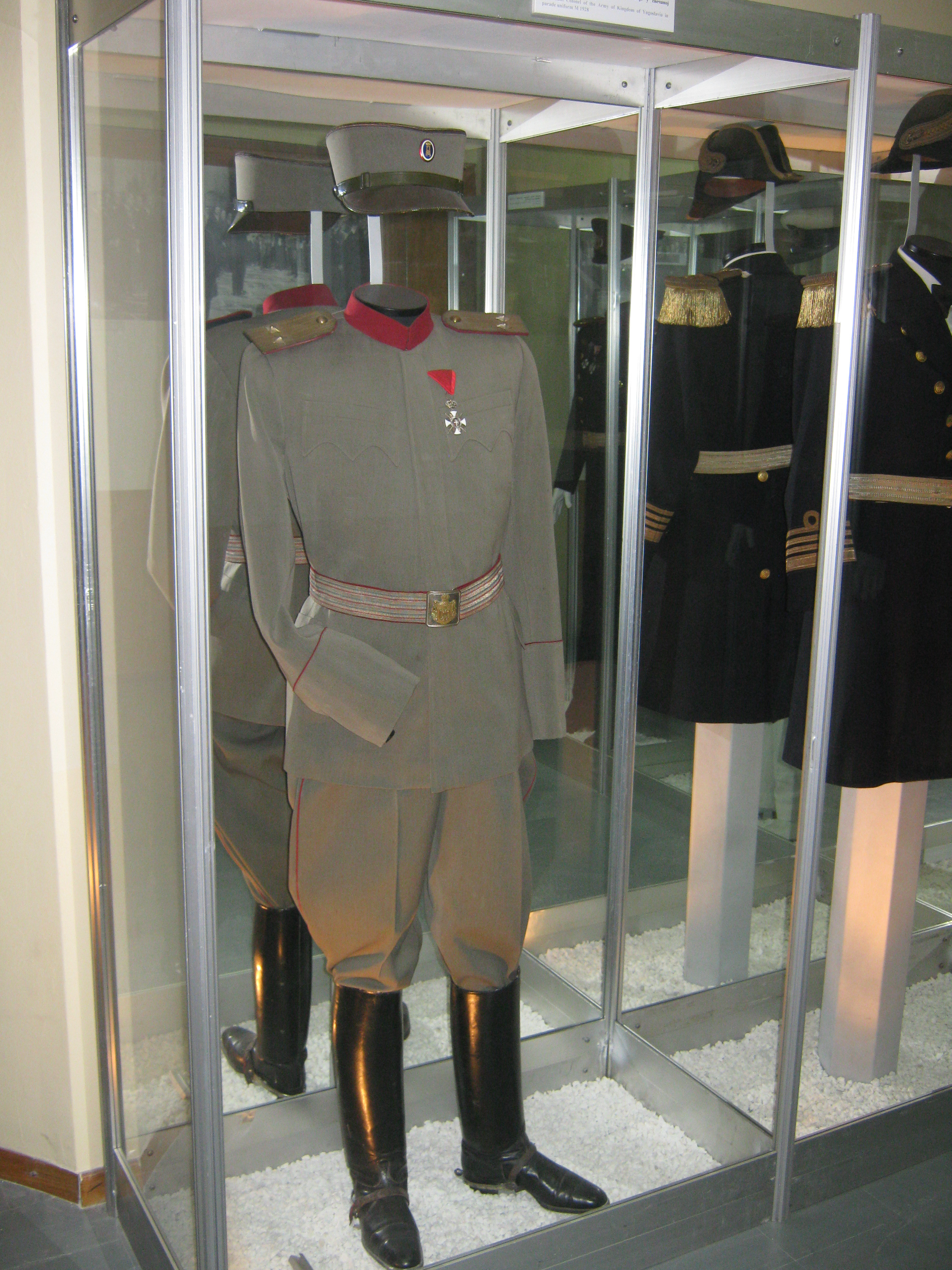
Uniforme de oficiais do Exército Real Iugoslavo

As primeiras manobras de dimensão significativa desde a formação do exército em 1919 foram conduzidas entre as tropas de duas divisões durante 29 de setembro a 2 de outubro de 1927, embora o número de tropas engajadas não tenha ultrapassado 10.000 e algumas reservas tiveram que ser convocadas para atingir esse número. Antes disso, apenas exercícios locais entre guarnições haviam sido realizados.  O método adotado para os exercícios e as táticas utilizadas foram semelhantes às utilizadas pelo Exército Britânico antes da Segunda Guerra dos Bôeres.  Em 1928, quatro novos regimentos de infantaria foram estabelecidos em resposta ao aumento italiano ao longo da fronteira. Estes foram vistos como o núcleo para uma potencial nova divisão de infantaria. O arsenal de Kragujevac também entrou em operação, produzindo rifles e munições da série Mauser M24.  Em janeiro de 1929, o rei Alexandre estabeleceu uma ditadura pessoal e nomeou Živković como primeiro-ministro. Em abril, trinta e dois generais foram aposentados à força, incluindo o chefe do Estado-Maior, Petar Pešić.  Durante aquele ano, o exército recebeu 4.000 metralhadoras leves, oitenta armas de campanha de 75 milímetros (3,0 pol) e 200.000 rifles Vz. 24 da empresa tcheca Škoda. Este último significava que o exército permanente poderia finalmente ser equipado com um único tipo de rifle.  O ano também assistiu à realização de três exercícios interdivisionais, embora os relatórios indicassem que foram mal organizados e executados. 
Em 1930, Živković foi promovido a Armijski đeneral, e quatro dos cinco comandantes do exército foram mudados. Havia apenas um croata ou esloveno nas fileiras gerais, e ele era engenheiro em um posto sem importância.  Também foi realizada a aquisição de cerca de 800 peças de artilharia moderna de vários calibres, novamente da Tchecoslováquia, e outros 100.000 rifles foram adquiridos da Bélgica. Apesar deste novo equipamento, o exército continuou deficiente em metralhadoras leves e pesadas, transporte motorizado, equipamento de sinalização e ponte e tanques.  Manobras entre divisões foram novamente realizadas em três regiões, mas os ataques de cavalaria e os ataques massivos de infantaria demonstraram que o exército não havia aprendido as lições da Primeira Guerra Mundial  Na opinião do adido militar britânico, a camarilha de oficiais sérvios encarregados do exército nesta época eram homens tacanhos e conservadores que, embora interessados em modernizar o equipamento do exército, não viam a necessidade de modernizar as suas tácticas. ou organização, e não estavam dispostos a aprender com os outros.  Durante o ano seguinte, uma companhia de metralhadoras foi criada em cada batalhão de infantaria, e ambas as divisões Savska (Zagreb) e Dravska (Ljubljana) converteram um de seus regimentos de infantaria em um regimento de infantaria de montanha. Este último desenvolvimento pretendia ser o primeiro passo para a criação de duas formações independentes que, com artilharia, sinalização e elementos de transporte integrados, pudessem ser utilizadas ao longo da fronteira montanhosa noroeste.  O ano não assistiu a exercícios militares, tendo mesmo as recentes manobras interdivisionais sido abandonadas devido à crise financeira internacional. O adido militar britânico observou que faltava ao exército o sistema sólido de treinamento de batalhão e regimento necessário para preparar completamente as unidades para a guerra moderna, já que o treinamento consistia principalmente em exercícios de ordem aproximada, pontaria básica e um pequeno número de exercícios de tiro de campo. 
Em 1932, Živković renunciou ao cargo de primeiro-ministro e da política oficial, e retornou ao comando da Divisão de Guardas.  Durante o ano foi detectada alguma atividade comunista no exército, e o mesmo grupo conservador de oficiais sérvios superiores permaneceu firmemente no comando. As duas brigadas de montanha independentes completaram a formação em 1932, cada uma equipada com duas baterias de 75 milímetros (3,0 pol) armas. A organização Chetnik exclusivamente sérvia liderada por Kosta Pećanac formou novos destacamentos em várias partes do país. Do ponto de vista militar, pretendia-se que os Chetniks ajudassem os guardas de fronteira em tempos de paz, para além das suas tradicionais atividades de guerrilha em tempos de guerra.  Três regimentos antiaéreos foram formados no mesmo ano. 

## 1933–1937
No início de 1933, houve um susto de guerra em relação à Itália e à Hungria que preocupou muito o Estado-Maior. O adido militar britânico observou que o exército tinha grande autoconfiança, a sua infantaria era dura e a sua artilharia estava bem equipada, mas faltava muito em áreas significativas exigidas por uma força de combate moderna. As principais deficiências permaneceram em metralhadoras e armas de infantaria, e não houve treinamento de armas combinadas. O adido observou ainda que, juntamente com o domínio quase completo dos sérvios nas fileiras gerais, o Estado-Maior também era 90 por cento sérvio, e a "serbianização" do exército tinha continuado, com jovens croatas e eslovenos instruídos agora relutantes em entrar no exército. O adido viu o domínio sérvio do exército como uma possível fraqueza política da nação, mas também uma fraqueza militar em tempos de guerra.  Três oficiais croatas foram promovidos ao posto de brigadni đeneral durante o ano. Houve também reduções no número de regimentos e baterias de artilharia, e de batalhões e companhias de infantaria, devido ao número de recrutamento significativamente menor em 1933, causado pelas Guerras dos Balcãs vinte anos antes. Mais três regimentos antiaéreos foram formados, e um comando independente foi criado para Šibenik na Dalmácia.  Permaneceu a escassez de oficiais e suboficiais (sargentos) de longo prazo, com deficiências de 3.500 oficiais e 7.300 sargentos. Os distúrbios na região da Macedónia resultaram na distribuição de 25.000 espingardas a membros da força paramilitar nacionalista sérvia Narodna Odbrana. 
Em junho de 1934, o general do Exército Milan Nedić tornou-se Chefe do Estado-Maior General, substituindo Milovanović. O rei Alexandre nomeou Nedić para realizar uma mudança significativa na organização do exército contra a oposição de muitos dos generais seniores, principalmente para reduzir o tamanho das enormes divisões de infantaria e criar corpos como uma formação intermediária entre divisões e exércitos. Após o assassinato de Alexandre, Nedić decidiu adiar as mudanças, alegando dificuldades práticas. Também foi formado um batalhão de guerra química, com a intenção de dotar cada exército de uma companhia. Testes também foram realizados com tankettes Skoda e um rifle automático projetado localmente.  Foi anunciado que as manobras a nível do exército seriam realizadas em 1935, pela primeira vez desde a formação do exército em 1919. Uma comissão formada para examinar a questão da mecanização do exército concluiu que o terreno de grande parte do país e a fragilidade das pontes existentes significavam que a motorização e a mecanização deveriam ser desenvolvidas lentamente, mas que um camião ligeiro deveria ser adquirido como primeiro passo. As reservas de munição de todos os tipos foram relatadas como baixas. 
Em 1935, foram feitas estimativas de que, num mês de mobilização, 800.000 a 900.000 soldados poderiam ser colocados em armas. Isto foi baseado na duplicação de oito das dezesseis divisões de infantaria permanentes e da divisão alpina, e na formação de uma divisão de cavalaria adicional, resultando em um total de 24 divisões de infantaria de cerca de 25.000 homens cada, uma divisão de guardas, duas divisões alpinas e três divisões de cavalaria.  Este ano assistiu-se a mudanças significativas no comando superior do exército após a criação do Conselho Militar. Nedić tornou-se membro do Conselho Militar e foi substituído pelo General do Exército Ljubomir Marić como Chefe do Estado-Maior General. Seis regimentos de infantaria foram dissolvidos, mas o Estado-Maior decidiu manter quatro regimentos de infantaria por divisão de infantaria. Os equipamentos recebidos durante o ano incluíram 800 morteiros Stokes, canhões antiaéreos Skoda suficientes para armar 20 baterias, e seis tankettes Skoda Škoda S-1d. As deficiências nas comunicações de rádio eram aparentes, com a infantaria necessitando entre 1.000 e 2.000 pequenos conjuntos, e a cavalaria carecendo completamente de rádios. Os rádios emitidos para as unidades de artilharia não conseguiam se comunicar com as aeronaves e, portanto, eram de pouca utilidade. O adido militar britânico observou que mesmo os comandantes mais graduados nunca lidaram com uma força maior do que uma divisão em exercícios ou na guerra. As manobras de 1935 foram as primeiras de qualquer tipo desde 1930 e as primeiras acima do nível divisional desde a formação do exército em 1919. Realizaram-se no rio Sava, entre Novi Sad e Sarajevo, no final de Setembro, e assumiram realmente a forma de uma manifestação e não de um jogo de guerra. Não havia liberdade de ação para os comandantes e o controle era rígido. 
Durante 1936, Marić tornou-se Ministro do Exército e da Marinha, substituindo Živković, que intrigava o governo. Antes que isso ocorresse, Marić havia dito aos adidos navais e militares britânicos que qualquer mobilização do exército levaria 25 dias e revelou que as deficiências em muitos itens de equipamento eram graves, incluindo máscaras de gás, capacetes de aço, tendas, ferraduras, munições para armas pequenas, selaria e tanques. O novo Chefe do Estado-Maior General foi o General Armijski Milutin Nedić, irmão de Milan, que havia sido o Oficial General Comandante da Força Aérea Real Iugoslava. A principal mudança organizacional durante o ano foi a formação de um batalhão de tanques, composto por três companhias, cada uma com três pelotões de cinco tanques. Os únicos tankettes em serviço naquela época eram os Renault FT operados por uma empresa de treinamento, mas um pedido de novos tanques havia sido enviado.  Manobras em grande escala foram realizadas na Eslovênia em setembro de 1937, envolvendo o equivalente a quatro divisões, e expondo aos observadores estrangeiros as graves deficiências do exército, causadas pela incompetência do Estado-Maior e dos comandantes superiores, pela falta de treinamento técnico dos oficiais do regimento na guerra moderna e na escassez generalizada de armas e equipamentos de quase todos os tipos. O adido militar britânico observou que o exército não era capaz de empreender quaisquer operações em grande escala fora do país, mas se fosse totalmente mobilizado seria capaz de dar boas contas numa campanha defensiva. O exercício foi conduzido na Eslovénia para testar a lealdade e o valor dos reservistas eslovenos e croatas, e foi completamente satisfatório apenas neste aspecto, com quase todos os reservistas apresentando-se ao serviço e suportando as adversidades do exercício com "disciplina e coragem". No mesmo ano, houve a entrega de uma quantidade substancial de equipamento da Tchecoslováquia, incluindo 36 canhões de montanha, 32 canhões antiaéreos, 60 obuseiros recondicionados, 80 canhões de campanha e oito tankettes Škoda S-1d.  Um trabalho considerável estava sendo realizado na construção de fortificações na fronteira italiana. 

## Prelúdio para a guerra
Durante 1938, Milutin Nedić foi nomeado Ministro do Exército e da Marinha e foi substituído como Chefe do Estado-Maior General pelo Armijski đeneral Dušan Simović. Nesse ano, duas mudanças geoestratégicas tornaram a tarefa do exército significativamente mais difícil, o Anschluss entre a Alemanha e a Áustria e o Acordo de Munique que enfraqueceu drasticamente a Tchecoslováquia. Estas mudanças significaram que a Iugoslávia tinha agora uma fronteira comum com a Alemanha e o seu mais importante fornecedor de armas e munições estava sob ameaça.  A avaliação do adido militar britânico foi que o exército poderia conter a maré de uma invasão por um dos seus vizinhos agindo sozinho, com a possível excepção da Alemanha, e também poderia lidar com um ataque combinado italiano e húngaro.  Durante o ano, foi criado um Comando de Defesa Costeira com tropas já estacionadas ao longo da costa iugoslava, e não envolveu a criação de novas formações. A entrega de 10.000 metralhadoras leves da Tchecoslováquia foi concluída durante o ano, o que significou que o exército estava totalmente equipado com rifles e metralhadoras leves. Outras fortificações foram realizadas ao longo da fronteira italiana e foram desenvolvidos planos para fortalecer a antiga fronteira austríaca.  Dos 165 generais do exército em 1938, dois eram croatas e dois eram eslovenos, os restantes eram sérvios. 
Durante o período entreguerras, o orçamento militar jugoslavo gastou 30% dos gastos do governo.  Em janeiro de 1939, o exército, quando mobilizado, incluindo as reservas, contava com 1.457.760 homens, com formações de combate incluindo 30 divisões de infantaria, uma divisão de guardas e três divisões de cavalaria.  No final de 1940, o exército mobilizou tropas na Macedónia e em partes da Sérvia ao longo da fronteira com a Albânia. 

## Campanha de Abril de 1941

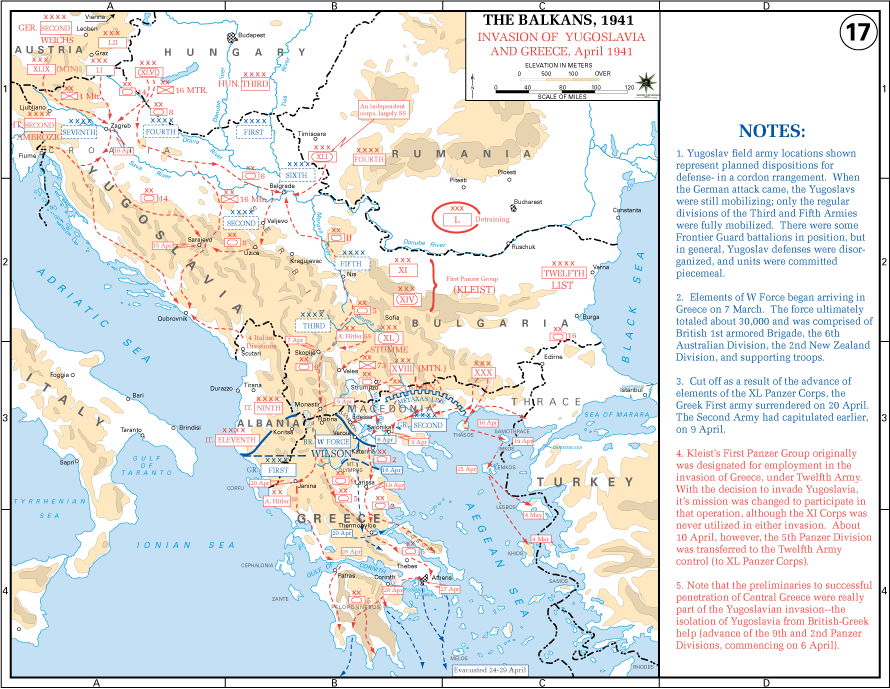
Um mapa da invasão da Iugoslávia, abril de 1941

Formado após a Primeira Guerra Mundial, o Exército Real Iugoslavo ainda estava amplamente equipado com armas e materiais daquela época, embora alguma modernização com equipamentos e veículos tchecos tivesse começado. Das cerca de 4.000 peças de artilharia, muitas eram antigas e puxadas por cavalos, mas cerca de 1.700 eram relativamente modernas, incluindo 812 canhões antitanque tchecos de 37 mm e 47 mm. Havia também cerca de 2.300 morteiros, incluindo 1.600 modernos 81 milímetros (3,2 pol), bem como vinte e quatro peças de 220 milímetros (8,7 pol) e 305 milímetros (12 pol). Dos 940 canhões antiaéreos, 360 tinham 15 milímetros (0,59 pol) e 20 milímetros (0,79 pol) Modelos tchecos e italianos. Todas estas armas foram importadas, de diferentes fontes, o que significava que os vários modelos muitas vezes careciam de instalações adequadas de reparação e manutenção. As únicas unidades mecanizadas eram 6 batalhões de infantaria motorizados nas três divisões de cavalaria, seis regimentos de artilharia motorizada, dois batalhões de tanques equipados com 110 tanques, um dos quais tinha modelos Renault FT de origem da Primeira Guerra Mundial e os outros 54 modernos tanques Renault R35 franceses, além de uma empresa de tanques independente com oito caça-tanques tchecos SI-D. Cerca de 1.000 caminhões para fins militares foram importados dos Estados Unidos nos meses anteriores à invasão. 
Totalmente mobilizado, o Exército Real Iugoslavo poderia ter colocado em campo 28 divisões de infantaria, três divisões de cavalaria e 35 regimentos independentes. Dos regimentos independentes, 16 estavam em fortificações de fronteira e 19 foram organizados como destacamentos combinados, aproximadamente do tamanho de uma brigada reforçada. Cada destacamento tinha de um a três regimentos de infantaria e de um a três batalhões de artilharia, sendo três organizados como unidades "alpinas". O ataque alemão, no entanto, apanhou o exército ainda em mobilização, e apenas cerca de onze divisões estavam nas suas posições de defesa planeadas no início da invasão. A força total do Exército Real Iugoslavo em plena mobilização era de cerca de 1.200.000, no entanto, apenas cerca de 50 por cento dos recrutas conseguiram juntar-se às suas unidades antes da invasão alemã. Em 20 de março de 1941, a sua força total mobilizada ascendia a 600.000.  Na véspera da invasão, havia 167 generais na lista ativa iugoslava. Destes, 150 eram sérvios, 8 croatas e 9 eslovenos. 
O Exército Real Iugoslavo foi organizado em três grupos de exército e tropas de defesa costeira. O 3º Grupo de Exércitos foi o mais forte com o 3º, 3º Territorial, 5º e 6º Exércitos defendendo as fronteiras com a Roménia, Bulgária e Albânia. O 2.º Grupo de Exércitos com o 1.º e 2.º Exércitos, defendeu a região entre as Portas de Ferro e o Rio Drava. O 1º Grupo de Exércitos com os 4º e 7º Exércitos, composto principalmente por tropas croatas, esteve na Croácia e na Eslovênia defendendo as fronteiras italiana, alemã (austríaca) e húngara.  
A força de cada "Exército" equivalia a pouco mais que um corpo, com os três Grupos de Exércitos consistindo nas unidades desdobradas da seguinte forma; O 3º Exército do 3º Grupo de Exércitos consistia em quatro divisões de infantaria e um destacamento de cavalaria; o 3º Exército Territorial com três divisões de infantaria e um regimento de artilharia motorizada independente; o 5º Exército com quatro divisões de infantaria, uma divisão de cavalaria, dois destacamentos e um regimento de artilharia motorizada independente e o 6º Exército com três divisões de infantaria, os dois destacamentos da Guarda Real e três destacamentos de infantaria. O 1º Exército do 2º Grupo de Exércitos tinha uma divisão de infantaria e uma divisão de cavalaria, três destacamentos e seis regimentos de defesa de fronteira; o 2º Exército tinha três divisões de infantaria e um regimento de defesa de fronteira. Por fim, o 1.º Grupo de Exércitos era constituído pelo 4.º Exército, com três divisões de infantaria e um destacamento, enquanto o 7.º Exército contava com duas divisões de infantaria, uma divisão de cavalaria, três destacamentos de montanha, dois destacamentos de infantaria e nove regimentos de defesa de fronteira. A Reserva Estratégica do "Comando Supremo" na Bósnia compreendia quatro divisões de infantaria, quatro regimentos de infantaria independentes, um batalhão de tanques, dois batalhões de engenheiros motorizados, dois regimentos de artilharia pesada motorizada, quinze batalhões de artilharia independentes e dois batalhões de artilharia antiaérea independentes. A Força de Defesa Costeira, no Adriático oposto a Zadar, compreendia uma divisão de infantaria e dois destacamentos, além de brigadas de fortaleza e unidades antiaéreas em Šibenik e Kotor. 
Juntamente com outras forças iugoslavas, o Exército Real Iugoslavo rendeu-se em 17 de abril de 1941 a uma força invasora de alemães, italianos e húngaros. Posteriormente, uma unidade intitulada "1º Batalhão, Guardas Reais Iugoslavos" foi formada em Alexandria, Egito. Esta unidade entrou em acção no Norte de África com a 4ª Divisão Indiana, mas foi posteriormente dissolvida em Itália em 1944, à medida que a sua força diminuía e a unidade era atormentada por lutas internas entre facções monarquistas e pró-Josip Broz Tito.  Durante 1943-44, 27 homens formaram a "Tropa No. 7 (Iugoslava)" do 10º Comando (Inter-Aliado), uma unidade de forças especiais sob comando britânico. Em novembro de 1943, o Destacamento Iugoslavo foi estabelecido como parte do 512º Esquadrão de Bombardeio das Forças Aéreas do Exército dos Estados Unidos. O destacamento consistia em 40 aviadores iugoslavos e foi dissolvido em agosto de 1945.  Todas as Forças Reais Iugoslavas foram formalmente dissolvidas em 7 de março de 1945, quando o governo no exílio do rei Pedro II foi abolido na Iugoslávia.

## Bandeiras

Estandarte de Marechal.
Estandarte de General-de-exército.
Estandarte de General-de-divisão.
Estandarte de General-de-brigada.